# 摩拉瓦托普利采
摩拉瓦托普利采（斯洛維尼亞語： 發音：[mɔˈɾaːu̯skɛ tɔˈpliːtsɛ]），是斯洛維尼亞東北普雷克穆列傳統地區摩拉瓦托普利采市鎮的聚居地及行政中心。它最出名的是它的水療中心。

## 溫泉
摩拉瓦托普利采有兩處溫泉露頭。「3000溫泉」（Terme 3000）是較大的一個，包含三家酒店、露營地、“Prekmurska vas”公寓群、和一系列傳統的稻草覆蓋小屋，所有人都可以使用5,000平方米（54,000 平方英尺）的水域、附帶多個水滑梯的室內和室外游泳池，其中室外游泳池更適合有孩子的家庭，而室內游泳池則適合更喜歡安靜的人。游泳池周圍廣闊的草地提供自然的遮蔽。
較小的是 Vivat 溫泉。 Dependence Vivat 距離 Vivat 酒店僅50公尺（160英呎）。 Vivat 酒店完全適合殘疾人士入住，是斯洛維尼亞第一家專為聽力障礙人士設計的酒店。

## 教堂
當地的路德會教堂坐落在一座為宗教用途而改建的前莊園遺址上。鐘樓建於1925年，中殿建於1962年莊園被夷為平地後。

## 外部連結
- 维基共享资源上的相關多媒體資源：摩拉瓦托普利采
- Moravske Toplice on Geopedia （页面存档备份，存于）